# Yoraperla han
Yoraperla han är en bäcksländeart som beskrevs av Bill P.Stark och C.Riley Nelson 1994. Yoraperla han ingår i släktet Yoraperla och familjen Peltoperlidae. Inga underarter finns listade i Catalogue of Life.